# Nova Genera ac Species Plantarum
Nova Genera ac Species Plantarum (abreviado Nov. Gen. Sp. Pl.) es un libro de botánica escrito por Eduard Friedrich Poeppig en colaboración con Stephan Ladislaus Endlicher y editado en el año 1835-1845 con el nombre de Nova genera ac species plantarum quas in regno chilensi, peruviano et in terra amazonica... La edición se compone de tres volúmenes en los que se describe la flora del sur de América.